# 利普托夫堡

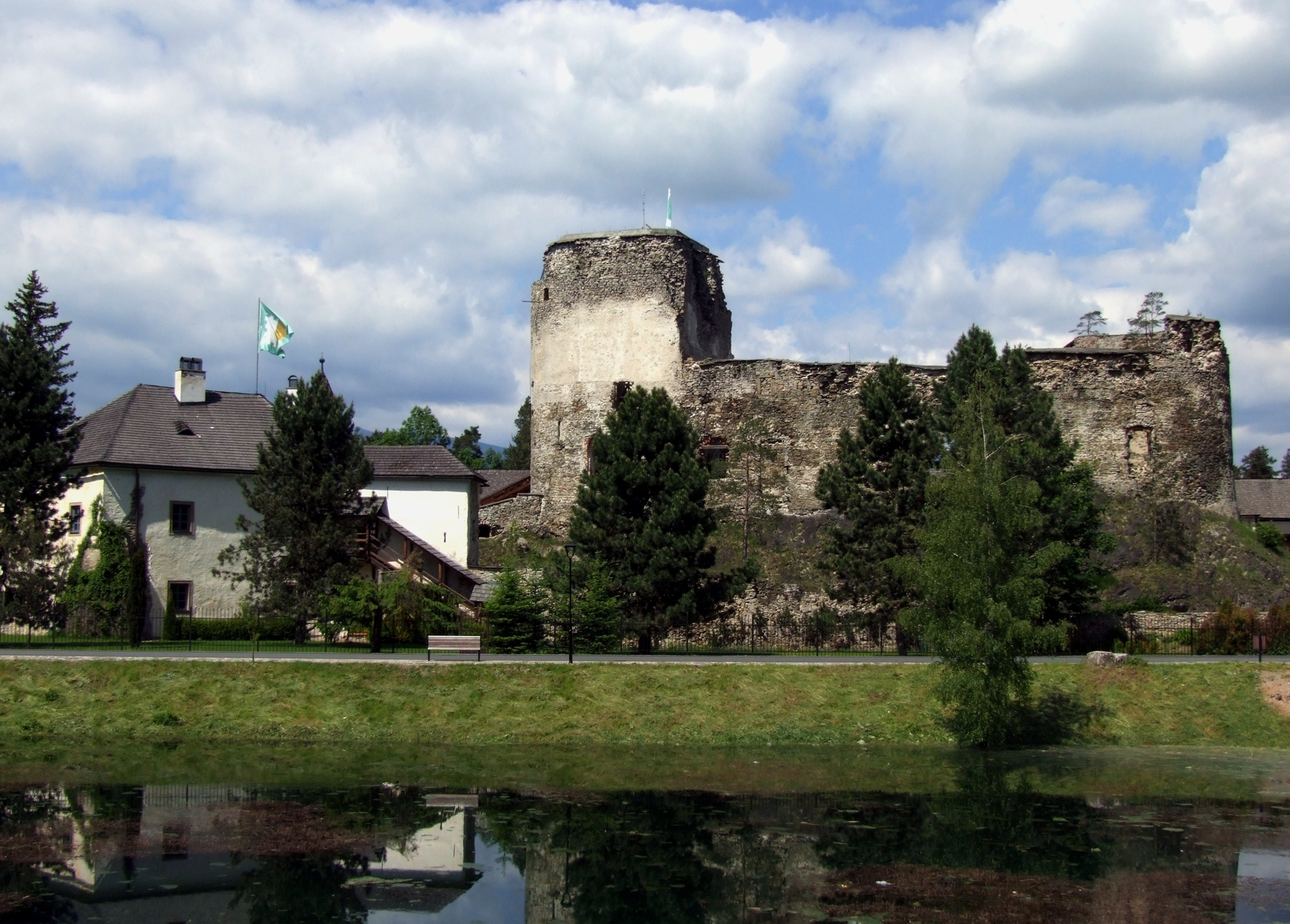

利普托夫堡是斯洛伐克的城鎮，位於該國北部，由日利納州負責管轄，面積18.23平方公里，海拔高度637米，2006年人口7,778，其中四成居民信奉信義宗。

## 外部連結
- Official website（页面存档备份，存于）